# St. Nikolaus (Brüggen)

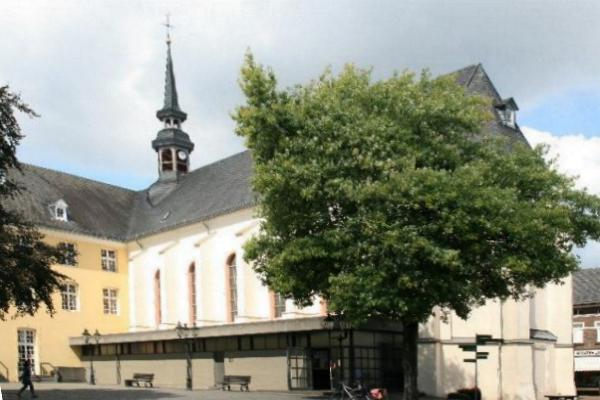
St. Nikolaus in Brüggen

St. Nikolaus ist eine römisch-katholische Pfarrkirche in Brüggen im Kreis Viersen in Nordrhein-Westfalen. Die Kirche ist unter Nummer 8 in die Liste der Baudenkmäler in Brüggen eingetragen. Sie steht unter dem Patrozinium des hl. Nikolaus von Myra.

## Geschichte
Brüggen gehörte ursprünglich zur Pfarre Born und verfügte über keine eigene Kirche. Lediglich eine dem hl. Nikolaus geweihte Kapelle stand zur Verfügung. Diese wurde erstmals 1467 genannt und 1474/1475 zerstört. Im Jahr 1479 stiftete der damalige Herr von Burg Brüggen, Graf Vinzenz vom Moers und Saarwerden, ein Kreuzherrenkloster. In den darauffolgenden Jahren wurden eine Klosterkirche, Vorgängerbau der heutigen Pfarrkirche, und die Klostergebäude erbaut. Diese Klosteranlage wurde am 26. April 1751 durch eine Feuersbrunst zerstört, von der Klosterkirche blieben nur die Außenmauern stehen. Der Wiederaufbau unter Einbezug der erhaltenen Mauern dauerte rund fünf Jahre, am 17. Oktober 1756 konnte in der Klosterkirche wieder Gottesdienst gefeiert werden. Im Rahmen des Wiederaufbaus wurde der Altarraum nach Westen verlegt, im Ostchor wurde eine Orgelempore eingezogen. Das Kreuzherrenkloster wurde im Zuge der Säkularisation im Jahr 1802 aufgelöst. 1804 trennte der Aachener Bischof Marc-Antoine Berdolet Brüggen von der Mutterpfarre Born und erhob Brüggen zur eigenständigen Pfarrei. Die Klosterkirche wurde zur Pfarrkirche. 
1895 malte der Kevelaerer Künstler Friedrich Stummel den Innenraum aus, 1932/1933 erfolgte eine Restaurierung der Kirche. Nach dem Zweiten Weltkrieg, den die Kirche nahezu unbeschadet überstand, wurde eine Erweiterung erforderlich. Nach Plänen des Aachener Dombaumeisters Felix Kreusch und des Architekten H. Stappmann erweiterte man die Kirche nach Westen hin und baute einen neuen dreiseitig geschlossenen Chor. Zudem wurde südlich des Altarraums eine Wand zum alten Klostergebäude geöffnet und damit ein Nebenschiff gewonnen. An die Südseite wurde ein niedriger Anbau mit dem Eingangsbereich gesetzt. 1967 waren die Umbauarbeiten vollendet.

## Baubeschreibung
St. Nikolaus ist eine einschiffige Saalkirche in Formen des Barock mit dreiseitig geschlossenem Chor im Osten, in dem die Orgelempore eingezogen ist, und dreiseitig geschlossenem Chor im Westen. Über dem Satteldach erhebt sich ein sechseckiger Dachreiter mit geschweifter Haube.

## Ausstattung
Im Innenraum hat sich ein Großteil der Barockausstattung erhalten. Der Hochaltar wurde um 1755 von Heinrich Janssen, Erkelenz, und Matthias Groeder, Dülken, geschaffen. Die beiden Nebenaltäre wurden 1865 von Caspar Görke erstellt. Die Kanzel, die Kommunionbank, zwei Beichtstühle und das Chorgestühl stammen aus der Werkstatt von Heinrich Janssen und wurden wie der Hochaltar in den 1750er Jahren angefertigt.

### Orgel
Die Orgel auf der Ostempore stammt im Kern aus dem Jahr 1604 und ist unbekannter Herkunft. Das Instrument wurde 1741 und 1759 durch den Korschenbroicher Orgelbauer Johannes Heinrich Titz, 1780 durch Johann Theodor Gilman und 1933 durch Ernst Seifert restauriert. Der heutige Zustand geht auf eine Restaurierung der Orgelbauwerkstatt Gebrüder Stockmann aus Werl im Jahr 1984 zurück. Das Instrument hat 25 Register auf zwei Manualen und Pedal mit folgender Disposition:
| I Oberwerk C–c3 |                 |        |
| 01.             | Praestant       | 8′     |
| 02.             | Bordun          | 8′     |
| 03.             | Octav           | 4′     |
| 04.             | Flüt            | 4′     |
| 05.             | Nazar           | 3′     |
| 06.             | Superoctav      | 2′     |
| 07.             | Gembshorn       | 2′     |
| 08.             | Tertia          | 1 3⁄5′ |
| 09.             | Sesquialtera II |        |
| 10.             | Cornett IV      |        |
| 11.             | Mixtur IV       |        |
| 12.             | Trompete        | 8′     |

| II Unterwerk C–c3 |              |    |
| 13.               | Bourdon      | 8′ |
| 14.               | Flüt Travers | 8′ |
| 15.               | Praestant    | 4′ |
| 16.               | Nazard       | 3′ |
| 17.               | Octav        | 2′ |
| 18.               | Mixtur III   |    |
| 19.               | Crumhorn     | 8′ |
| 20.               | Vox Humana   | 8′ |

| Pedal C–f1 |              |     |
| 21.        | Subbaß       | 16′ |
| 22.        | Prinzipalbaß | 08′ |
| 23.        | Flötenbaß    | 08′ |
| 24.        | Octavbaß     | 04′ |
| 25.        | Fagott       | 16′ |

- Koppeln: II/I, I/P, II/P

## Pfarrer
Folgende Priester wirkten bislang als Pastor an St. Nikolaus:
- 1894–1903: Stanislaus Aenstoots
- 1922–1952: Bernhard Röttgen
- 1952–1973: Paul Neibecker
- 1973–2000: Wilfried Rotthauwe
- 2000–2008: Peter Dückers
- 2008–2013: Timotheus Eller
- 2013–2019: Frank Schürkens
- 2019–2021: Johannes Quadflieg (Administrator)
- 2021–2024: Klaus Esser (Administrator)
- Seit 2024: P. Damian Ugwuanyi SMMM (Administrator)